# Menuet
Menuet je stari francuski ples iz 17. stoljeća, "kraljica plesa" na dvoru Luja XIV.
Ime mu dolazi po pas menu - mali korak, jer se pleše vrlo sitnim, profinjenim koracima i pokretima. Bio je vodeći ples 150 godina. Menuet se plesao u paru, ali se partneri nisu dodirivali, plesali su svako za sebe, jedan nasuprot drugom ili jedan oko drugog. U to vrijeme način plesanja je ograničavao i oblačenje koje je do tada bilo raskošno, teško, da bi se zatim počeli oblačiti tako da izgledaju vitko, a pokreti postaju graciozniji.